# آشی گارامی
آشی گارامی (به ژاپنی: 足緘)-(به انگلیسی: Ashi garami) یکی از فنون و تکنیک‌های دستهٔ کاتامه-وازا رشتهٔ ورزشی جودو است که در زیردستهٔ کانستسو-وازا دسته‌بندی می‌شود. هدف از این تکنیک، واردآوردن فشار و درگیرکردن اندام تحتانی حریف است.